# Enrique Arriaza
Enrique Jorge Arriaza Ardiles (21 de abril de 1962, Playa Ancha, Chile) es un preparador físico chileno, actualmente se encuentra sin club.

## Trayectoria
Enrique llega al fútbol tras finalizar sus estudios en la Universidad de Playa Ancha, tras el llamado del entrenador de Wanderers, Jorge Siviero, después de una gran campaña consigue el título de Primera B. El año 2004 con el DT Alfredo Núñez asume en Unión La Calera, realizando grandes campañas con el club cementero en el torneo de Primera B en los años 2004 a 2007. En el torneo 2014 - 2015 de Primera B logra junto a San Luis el campeonato y ascenso del club. Actualmente es el preparador físico del club de la Primera B chilena, San Luis de Quillota.

### Clubes
| Club                 | País  | Año         |
| -------------------- | ----- | ----------- |
| Santiago Wanderers   | Chile | 1994-1996   |
| Unión San Felipe     | Chile | 1997-1998   |
| Unión La Calera      | Chile | 2004-2007   |
| San Luis de Quillota | Chile | 2014 - 2015 |